# Thouarella longispinosa
Thouarella longispinosa är en korallart som beskrevs av Kükenthal 1912 . Thouarella longispinosa ingår i släktet Thouarella och familjen Primnoidae.
Artens utbredningsområde är Södra Ishavet. Inga underarter finns listade i Catalogue of Life.